# Caryota mitis
Caryota mitis, auch bekannt als Fischschwanzpalme, ist eine Art aus der Gattung der Fischschwanzpalmen und ist in den tropischen Bereichen Asiens von Indien über Java bis nach Südchina verbreitet, und heute auch spärlich in Südflorida und Teilen Afrikas und Südamerikas eingebürgert. Die Art wurde ursprünglich 1790 in Vietnam beschrieben.

## Merkmale
Caryota mitis wächst als einzelner Stamm oder mit gruppierten Stämmen, die eine Höhe von bis zu 10 Metern und 15 cm Durchmesser erreichen können. Die Blätter können bis zu 3 Meter lang sein und sind doppelt gefiedert. Die Blüten sind lila; die Früchte sind dunkelviolett oder rot und für den Menschen giftig.

## Verwendung
Sie wird hauptsächlich in Kambodscha als Zierpflanze angebaut, wo sie „tunsaé töch“ genannt wird; dort verbrennen traditionelle Heiler die Haufen verfilzter Haare aus den Blattachsen, um durch Kauterisation kranke Gliedmaßen von Patienten zu behandeln. In Teilen Vietnams wird das Innere der Stämme gegessen. Aus dem Mark des Stängels wird der Sago gewonnen, eine Kohlenhydratquelle. Aus dem Blütenstand wird Palmwein, auch Toddy, gewonnen, aus dem durch Verkochen ein Zucker (Panela) entsteht und durch Destillation ein Weinbrand (Arrak).

## Toxizität
Die Früchte besitzen viele Raphiden, scharfe, nadelförmige Kristalle aus Calciumoxalat. Diese Nädelchen führen bei Kontakt mit der Haut und beim Verschlucken zu Schäden und anschließendem Juckreiz. Dies ist auf die physikalische Struktur der Raphiden zurückzuführen und nicht auf eine chemische Reaktion.

## Taxonomie und Synonyme
Caryota mitis wurde von João de Loureiro beschrieben und 1790 im zweiten Band seiner Flora Cochinchinensis Seite 569 veröffentlicht. Synonyme sind Caryota furfuracea Blume ex Mart., Caryota griffithii Becc., Caryota griffithii var. selebica Becc., Caryota javanica Zipp. ex Miq., Caryota nana Linden, Caryota propinqua Blume ex Mart., Caryota sobolifera Wall. ex Mart., Caryota sobolifera Wall., Caryota speciosa Linden, Drymophloeus zippellii Hassk. und Thuessinkia speciosa Korth.

## Galerie

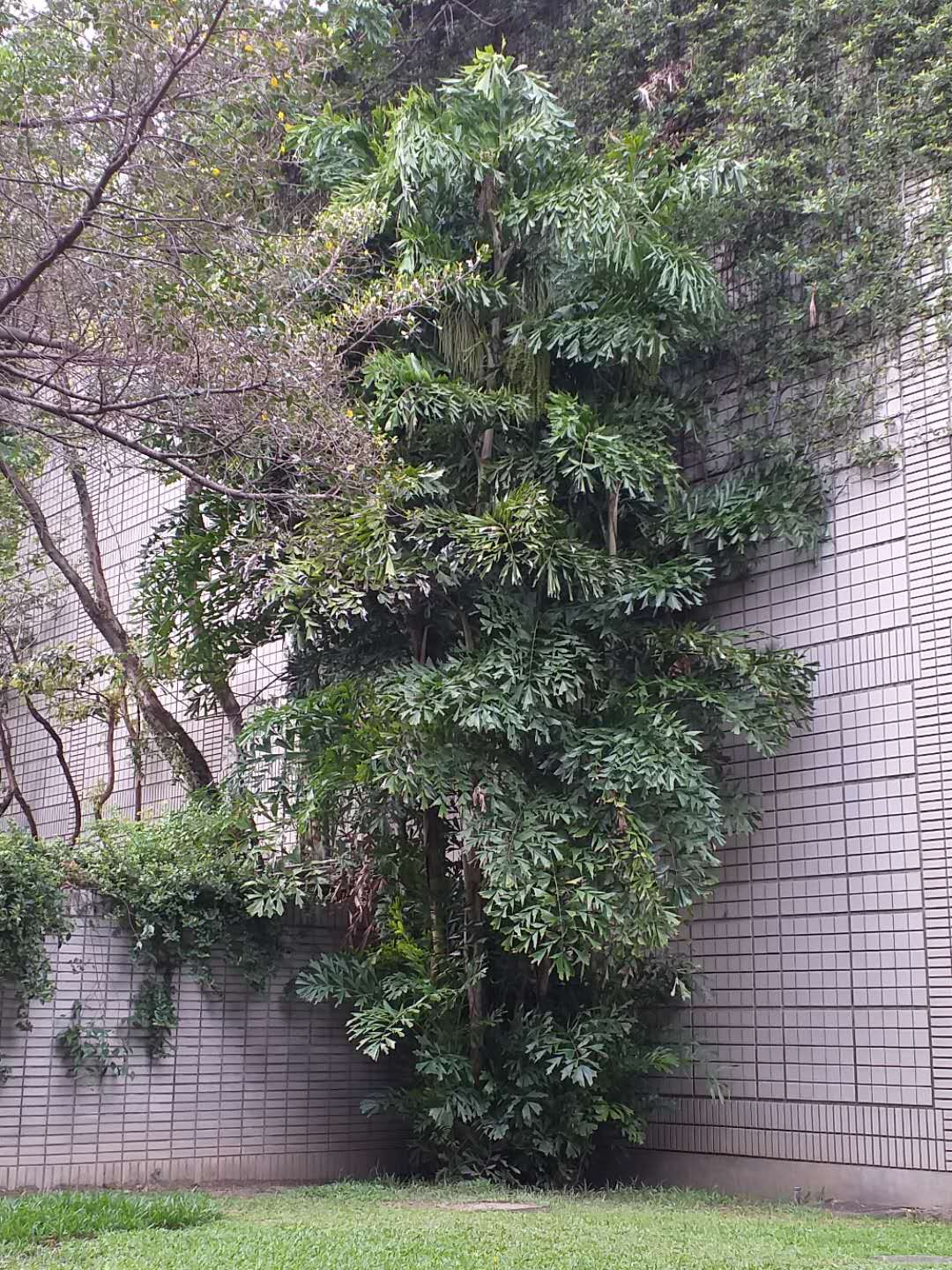
Pflanze
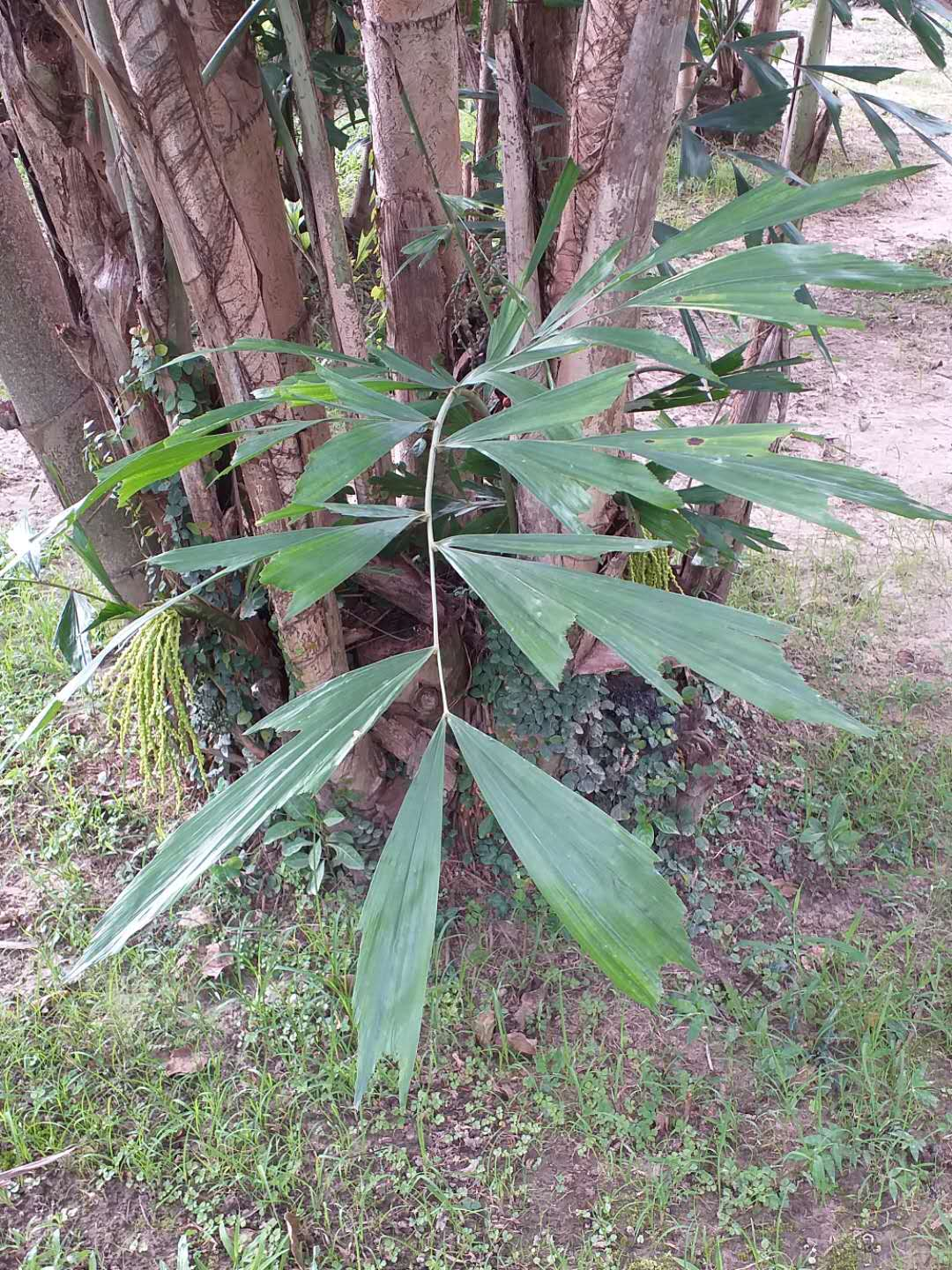
Eigenschaften der Stammgruppierung
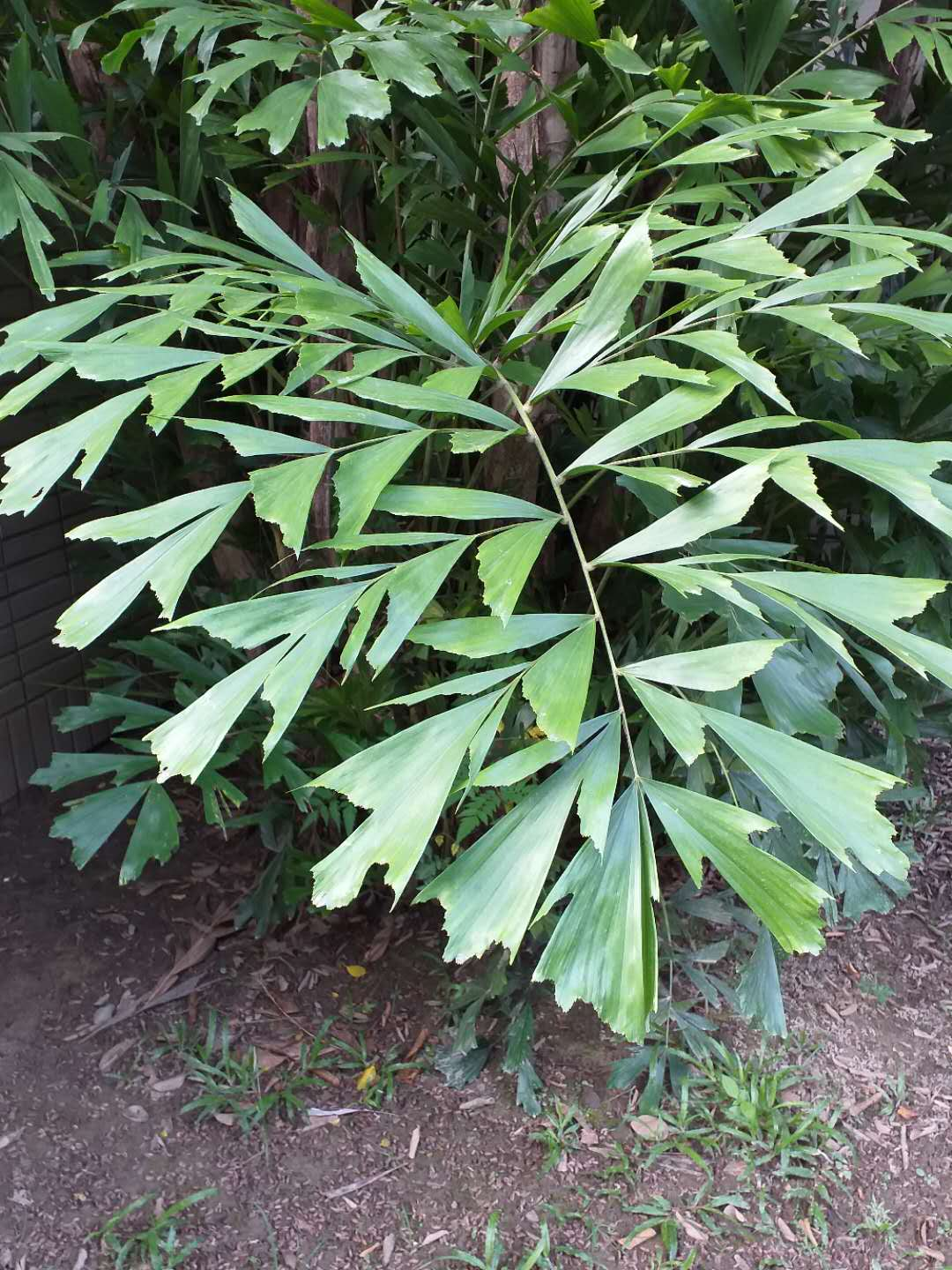
Blatt
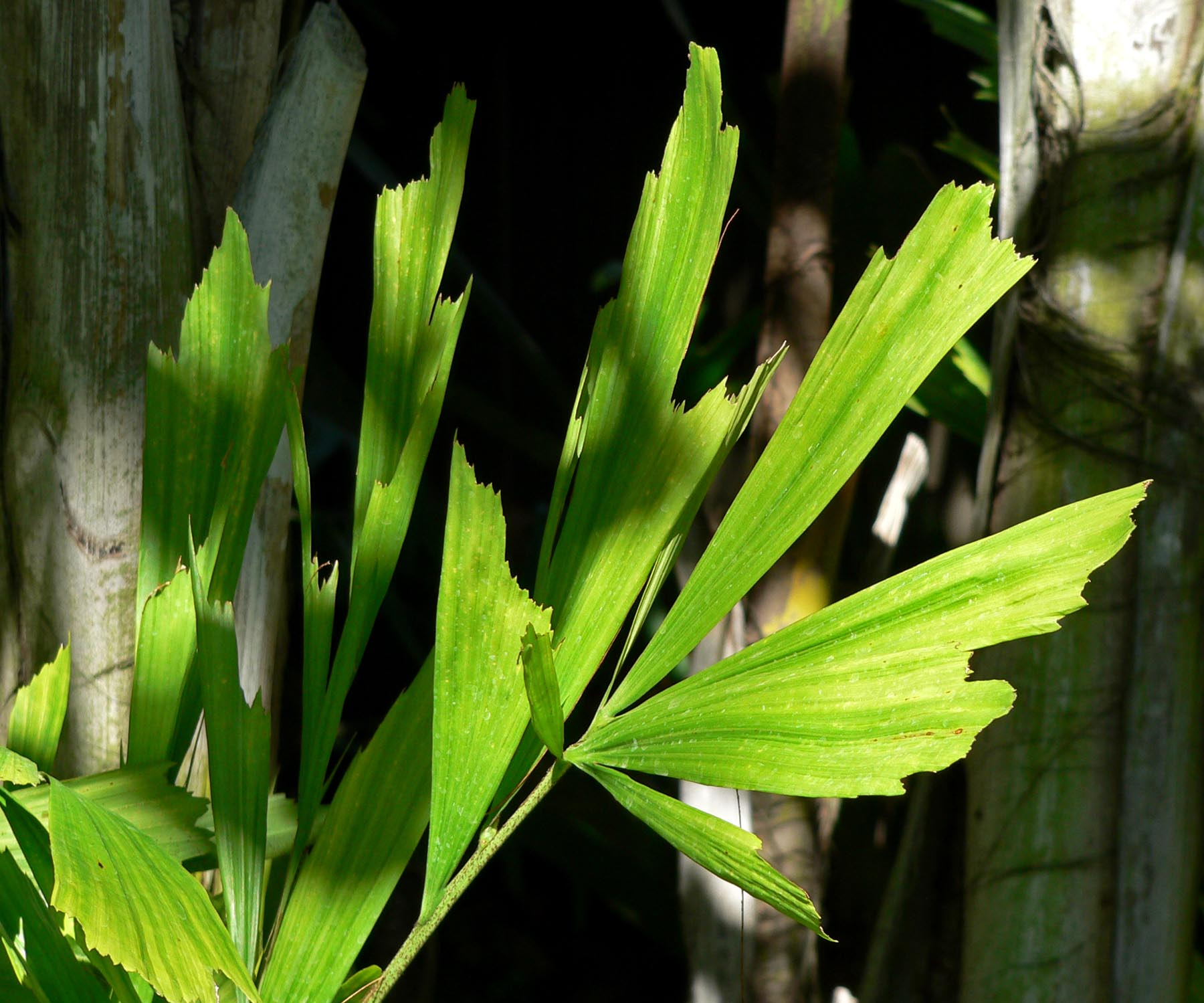
Blätter von Caryota mitis
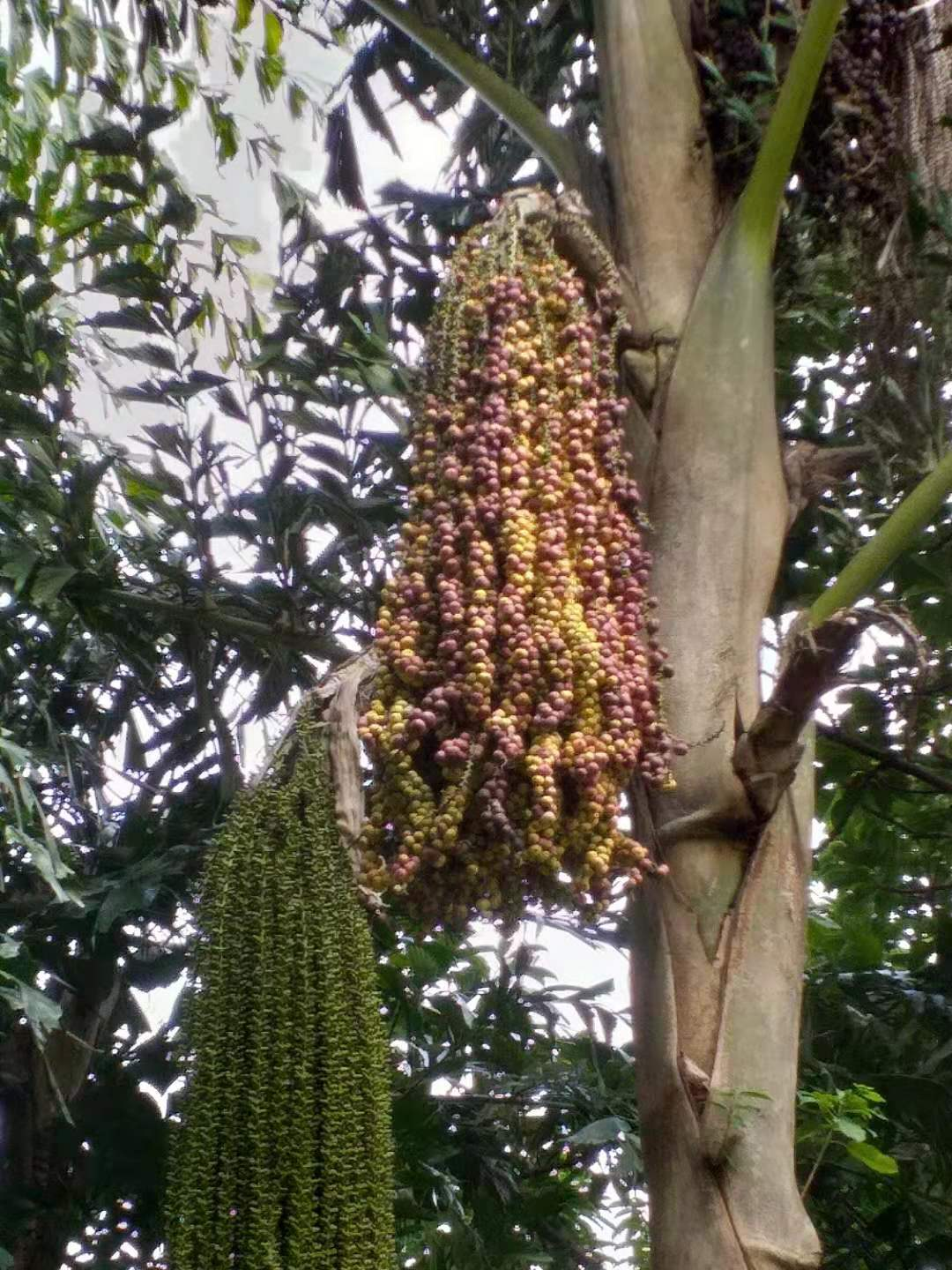
Früchte
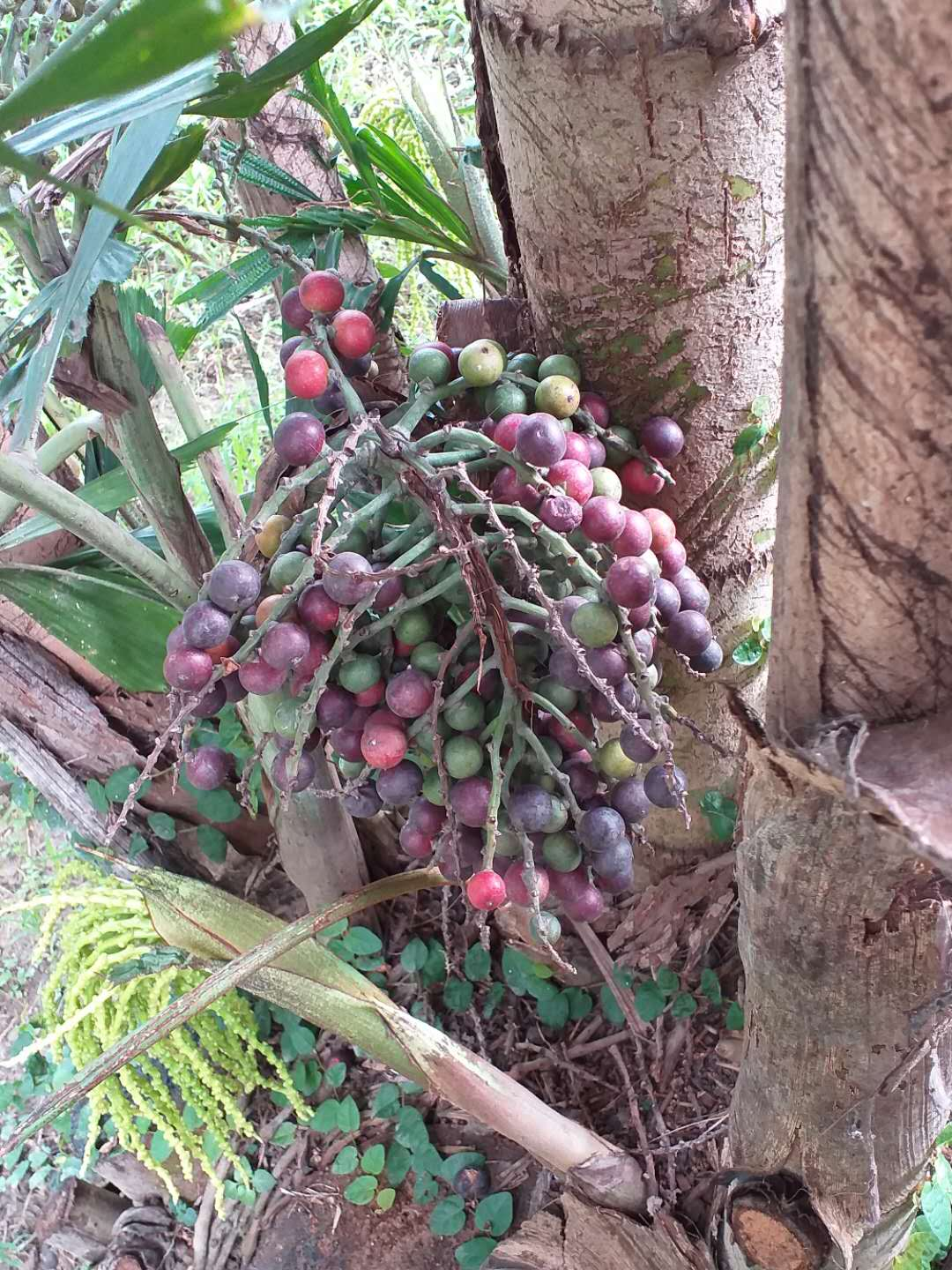
Früchte